# Pokémon XD : Le Souffle des ténèbres
Pokémon XD : Le Souffle des ténèbres (Pokémon XD: ポケモンXD 闇の旋風ダーク・ルギア, Pokemon Ekkusudī Yami no Kaze Dāku Rugia) est un jeu vidéo d'aventure-RPG de la série Pokémon, développé par Genius Sonority et The Pokémon Company, édité par Nintendo et sorti sur GameCube le 4 août 2005 au Japon, le 3 octobre 2005 en Amérique du Nord et le 18 novembre 2005 en Europe. Il fait suite à Pokémon Colosseum sorti un an plus tôt sur la même console.

## Synopsis
L'intrigue se passe dans la région désertique de Rhode, environ cinq ans après celle de Pokémon Colosseum. L'organisation criminelle Ombre, déchue dans ce précédent jeu, relance la production de Pokémon « obscurs » afin de conquérir le monde. Elle enlève des Pokémon et ferme artificiellement leur conscience pour les utiliser à des fins malveillantes.
Le joueur incarne un jeune dresseur accompagné de son Évoli. Il vit dans le laboratoire du professeur Syrus, pour lequel travaille sa mère. Après avoir secouru le professeur, enlevé par le groupe Ombre, il est missionné pour arrêter l'organisation. Grâce au « snatcheur » développé par le professeur, il peut récupérer les Pokémon obscurs des mains des membres du groupe Ombre pour les purifier et leur faire reprendre leur état normal.
L'histoire tourne autour de la création par le groupe Ombre d'une forme de Pokémon obscur impossible à purifier. Le premier spécimen, un Lugia de couleur violette, a pour nom de code XD001 (XD pour eXtra Dimension).

## Système de jeu
Le joueur peut se déplacer dans les différentes zones de la région de Rhode, dialoguer avec les personnages qu'il rencontre, récupérer ou utiliser des objets, etc. La région n'est pas un monde ouvert : quand le joueur sort d'une zone de jeu, il se retrouve sur la carte de la région et doit choisir entre les différentes zones qu'il a déjà visité ou dont il a déjà entendu parler.
Les combats se déroulent comme dans les principaux jeux de la série Pokémon. À chaque tour, le dresseur peut faire attaquer son Pokémon, changer de Pokémon ou utiliser un objet. Gagner des combats permet aux Pokémon de gagner de l'expérience pour s'améliorer, apprendre de nouvelles attaques et évoluer.
Les Pokémon obscurs ne peuvent pas gagner d'expérience et disposent de leurs propres attaques, très efficaces contre tous les types de Pokémon, sauf les Pokémon obscurs. Ils disposent d'une jauge de conscience qui peut être vidée en gagnant des combats ou en sortant du mode Retour, un état de colère dans lequel peut parfois rentrer un Pokémon obscur.
Quand la jauge de conscience d'un Pokémon obscur est vide, le joueur peut le purifier au laboratoire du professeur Syrus ou au sanctuaire du village de Samaragd. Le Pokémon reprend son état normal, oublie ses attaques obscures au profit d'attaques classiques et récupère l'expérience acquise lors des différents combats menés avant sa purification.

## Différences par rapport àPokémon Colosseum
Pokémon XD : Le Souffle des ténèbres est très proche de Pokémon Colosseum mais abrite quelques nouveautés et améliorations.
Le jeu est plus long et le nombre de Pokémon obscurs à capturer est plus important. Un même adversaire peut avoir plusieurs Pokémon obscurs différents dans son équipe, ce qui n'était jamais le cas dans le précédent jeu. Des Pokémon sauvages capturables font également leur apparition dans de nouvelles zones appelées Poké-Places.
La région est plus grande, avec notamment de nouvelles zones visitables à l'ouest, dans un territoire plus vert et moins désertique que le reste de la région. Le groupe Ombre quitte son repaire de la ville de Pyrite, remplacé par la tour de la chaîne de télévision ONBS, et s'installe dans un nouveau repaire à l'est de la région, servant d'usine de création de Pokémon obscurs, et sur l'île Ténébra. La cité souterraine de Suerebe disparaît dans ce jeu.
Les dirigeants du groupe Ombre ne sont plus les mêmes. Seul Bouledisco réapparaît dans ce jeu, devenu un simple nomade qui parcourt la région de Rhode et qui permet de récupérer les Pokémon obscurs loupés pendant l'aventure.
Pour purifier les Pokémon obscurs, comme dans Pokémon Colosseum, le joueur peut se rendre au sanctuaire de Samaragd. Il peut également utiliser le purificateur développé par le professeur Syrus, seul moyen de purifier le Pokémon obscur XD001 en toute fin de jeu grâce à une technique particulière.

## Liste des Pokémon obscurs capturables
| Numéro | Pokémon       | Niveau | Dresseur                 | Localisation                          | 1re attaque  | 2e attaque   | 3e attaque   | 4e attaque   |
| ------ | ------------- | ------ | ------------------------ | ------------------------------------- | ------------ | ------------ | ------------ | ------------ |
| N°1    | Teddiursa     | 11     | Espion Bodri             | Labo Pokémon                          | Assaut Noir  | Brume Noire  | /            | /            |
| N°2    | Coxy          | 10     | Senior Francisco         | Port Amarée (derrière le Club Krabby) | Assaut Noir  | Percée Noire | /            | /            |
| N°3    | Medhyèna      | 10     | Culturiste Xenya         | Port Amarée (sommet du phare)         | Assaut Noir  | Blocage Noir | /            | /            |
| N°4    | Malosse       | 17     | Guerrier Ombre Sirouj    | Labo Ombre (ou Phénacit si manqué)    | Assaut Noir  | Percée Noire | /            | /            |
| N°5    | Obalie        | 17     | Guerrier Ombre Sibleu    | Labo Ombre (ou Phénacit si manqué)    | Onde Noire   | Brume Noire  | /            | /            |
| N°6    | Balbuto       | 17     | Guerrier Ombre Sibrin    | Labo Ombre (ou Phénacit si manqué)    | Assaut Noir  | Brume Noire  | /            | /            |
| N°7    | Wattouat      | 17     | Guerrier Ombre Sijone    | Labo Ombre (ou Phénacit si manqué)    | Assaut Noir  | Percée Noire | /            | /            |
| N°8    | Gloupti       | 17     | Guerrier Ombre Siviolè   | Labo Ombre (ou Phénacit si manqué)    | Assaut Noir  | Blocage Noir | /            | /            |
| N°9    | Grainipiot    | 17     | Guerrier Ombre Sivère    | Labo Ombre (ou Phénacit si manqué)    | Onde Noire   | Blocage Noir | /            | /            |
| N°10   | Mimigal       | 14     | Guerrier Ombre Sélen     | Labo Ombre (2e sous-sol)              | Assaut Noir  | Brume Noire  | /            | /            |
| N°11   | Chamallot     | 14     | Guerrier Ombre Niels     | Labo Ombre (1er sous-sol)             | Assaut Noir  | Percée Noire | /            | /            |
| N°12   | Carvanha      | 15     | Guerrier Ombre Ruben     | Labo Ombre (1er sous-sol)             | Assaut Noir  | Blocage Noir | /            | /            |
| N°13   | Balignon      | 15     | R&D Ombre Jorrit         | Labo Ombre (1er sous-sol)             | Assaut Noir  | Brume Noire  | /            | /            |
| N°14   | Delcatty      | 18     | Admin. Ombre Angeline    | Labo Ombre (1er sous-sol)             | Charge Noire | Onde Noire   | /            | /            |
| N°15   | Voltorbe      | 19     | Nomade Bouledisco        | Poké-place Grotte                     | Charge Noire | Folie Noire  | /            | /            |
| N°16   | Makuhita      | 18     | Guerrier Ombre Nolan     | Pyrite (ONBS)                         | Assaut Noir  | Percée Noire | /            | /            |
| N°17   | Goupix        | 20     | Guerrier Ombre Clothilde | Pyrite (ONBS)                         | Onde Noire   | Blocage Noir | /            | /            |
| N°18   | Skelénox      | 19     | Guerrier Ombre Julian    | Pyrite (ONBS)                         | Onde Noire   | Blocage Noir | /            | /            |
| N°19   | Tarsal        | 20     | Guerrier Ombre Jari      | Pyrite (ONBS)                         | Onde Noire   | Blocage Noir | /            | /            |
| N°20   | Mysdibule     | 22     | Chef Ombre Tiziano       | Pyrite (ONBS)                         | Charge Noire | Onde Noire   | /            | /            |
| N°21   | Stalgamin     | 20     | Guerrier Ombre Flavie    | Phénacit                              | Onde Noire   | Percée Noire | /            | /            |
| N°22   | Pomdepik      | 20     | Guerrier Ombre Gilles    | Phénacit                              | Assaut Noir  | Percée Noire | /            | /            |
| N°23   | Natu          | 22     | Guerrier Ombre Isabella  | Phénacit (CFP)                        | Assaut Noir  | Percée Noire | /            | /            |
| N°24   | Rosélia       | 22     | Guerrier Ombre Janice    | Phénacit (CFP)                        | Onde Noire   | Percée Noire | /            | /            |
| N°25   | Miaouss       | 22     | Guerrier Ombre Okan      | Phénacit (CFP)                        | Charge Noire | Blocage Noir | /            | /            |
| N°26   | Marcacrin     | 22     | Guerrier Ombre Donatien  | Phénacit (extérieur du colisée)       | Assaut Noir  | Onde Noire   | /            | /            |
| N°27   | Piafabec      | 22     | Guerrier Ombre Lavinia   | Phénacit (colisée)                    | Assaut Noir  | Folie Noire  | /            | /            |
| N°28   | Tadmorv       | 23     | Guerrier Ombre Lilian    | Phénacit (colisée)                    | Assaut Noir  | Blocage Noir | /            | /            |
| N°29   | Otaria        | 23     | Guerrier Ombre Frédérik  | Phénacit (colisée)                    | Onde Noire   | Brume Noire  | /            | /            |
| N°30   | Séléroc       | 25     | Admin Ombre Vamper       | Phénacit (colisée)                    | Onde Noire   | Brume Noire  | Ciel Noir    | /            |
| N°31   | Mangriff      | 28     | Brute Barry              | Repaire Ombre (extérieur)             | Charge Noire | Brume Noire  | /            | /            |
| N°32   | Tarinor       | 26     | Nomade Bouledisco        | Station Service                       | Onde Noire   | Brume Noire  | /            | /            |
| N°33   | Paras         | 28     | Guerrier Ombre Zoran     | Repaire Ombre (RDC)                   | Assaut Noir  | Percée Noire | /            | /            |
| N°34   | Caninos       | 28     | Guerrier Ombre Zoran     | Repaire Ombre (RDC)                   | Assaut Noir  | Onde Noire   | /            | /            |
| N°35   | Kokiyas       | 29     | Guerrier Ombre Soufian   | Repaire Ombre (1er étage)             | Assaut Noir  | Percée Noire | /            | /            |
| N°36   | Dardargnan    | 30     | Guerrier Ombre Gael      | Repaire Ombre (2e étage)              | Assaut Noir  | Blocage Noir | /            | /            |
| N°37   | Roucoups      | 30     | Guerrier Ombre Gael      | Repaire Ombre (2e étage)              | Assaut Noir  | Folie Noire  | /            | /            |
| N°38   | Saquedeneu    | 30     | Guerrier Ombre Bettina   | Repaire Ombre (3e étage)              | Rage Noire   | Blocage Noir | /            | /            |
| N°39   | Papilusion    | 30     | Guerrier Ombre Bettina   | Repaire Ombre (3e étage)              | Charge Noire | Brume Noire  | /            | /            |
| N°40   | Magnéton      | 32     | Guerrier Ombre Timo      | Repaire Ombre (3e étage)              | Rage Noire   | Blocage Noir | Ciel Noir    | /            |
| N°41   | Aéromite      | 32     | Guerrier Ombre Albin     | Repaire Ombre (toit)                  | Charge Noire | Brume Noire  | /            | /            |
| N°42   | Boustiflor    | 32     | Guerrier Ombre Albin     | Repaire Ombre (toit)                  | Rage Noire   | Blocage Noir | /            | /            |
| N°43   | Arbok         | 33     | Guerrier Ombre Rolf      | Repaire Ombre (toit)                  | Charge Noire | Chute Noire  | /            | /            |
| N°44   | Colossinge    | 34     | Admin Ombre Donozor      | Repaire Ombre (bureau)                | Charge Noire | Typhon Noir  | /            | /            |
| N°45   | Hypnomade     | 34     | Admin Ombre Donozor      | Repaire Ombre (bureau)                | Typhon Noir  | Souffle Noir | /            | /            |
| N°46   | Akwakwak      | 33     | Navigateur Flavien       | Ile Ténébra (ponton)                  | Rage Noire   | Brume Noire  | /            | /            |
| N°47   | Ténéfix       | 33     | Navigateur Flavien       | Ile Ténébra (ponton)                  | Assaut Noir  | Blocage Noir | /            | /            |
| N°48   | Dodrio        | 34     | Canaille Olivier         | Ile Ténébra (entrée)                  | Assaut Noir  | Percée Noire | /            | /            |
| N°49   | Rattatac      | 34     | Canaille Olivier         | Ile Ténébra (entrée)                  | Charge Noire | Souffle Noir | /            | /            |
| N°50   | Canarticho    | 36     | Admin Ombre Angeline     | Ile Ténébra (entrée)                  | Bélier Noir  | Ciel Noir    | Folie Noire  | /            |
| N°51   | Altaria       | 36     | Admin Ombre Angeline     | Ile Ténébra (entrée)                  | Bélier Noir  | Brume Noire  | Rage Noire   | /            |
| N°52   | Kangourex     | 35     | Guerrier Ombre Ralf      | Ile Ténébra                           | Charge Noire | Brume Noire  | /            | /            |
| N°53   | Branette      | 37     | Guerrier Ombre Ralf      | Ile Ténébra                           | Charge Noire | Blocage Noir | /            | /            |
| N°54   | Magmar        | 36     | Guerrier Ombre Ucian     | Ile Ténébra (volcan-bas)              | Rage Noire   | Charge Noire | Percée Noire | /            |
| N°55   | Scarabrute    | 35     | Guerrier Ombre Ucian     | Ile Ténébra (volcan-bas)              | Bélier Noir  | Percée Noire | /            | /            |
| N°56   | Volcaropod    | 38     | Guerrier Ombre Koe       | Ile Ténébra (volcan-haut)             | Rage Noire   | Percée Noire | /            | /            |
| N°57   | Galopa        | 40     | Guerrier Ombre Koe       | Ile Ténébra (volcan-haut)             | Rage Noire   | Souffle Noir | Ciel Noir    | /            |
| N°58   | Tygnon        | 38     | Guerrier Ombre Karbon    | Ile Ténébra (volcan-haut)             | Charge Noire | Souffle Noir | /            | /            |
| N°59   | Kicklee       | 38     | Guerrier Ombre Pétro     | Ile Ténébra (volcan-haut)             | Charge Noire | Souffle Noir | Chute Noire  | /            |
| N°60   | Excelangue    | 38     | Guerrier Ombre Dorian    | Ile Ténébra (salle des crochets)      | Charge Noire | Folie Noire  | /            | /            |
| N°61   | Insécateur    | 40     | Guerrier Ombre Léonora   | Ile Ténébra (salle des crochets)      | Charge Noire | Brume Noire  | /            | /            |
| N°62   | Leveinard     | 39     | Guerrier Ombre Léonora   | Ile Ténébra (salle des crochets)      | Rage Noire   | Blocage Noir | /            | /            |
| N°63   | Solaroc       | 41     | Admin Ombre Vamper       | Ile Ténébra (pont)                    | Rage Noire   | Folie Noire  | Ciel Noir    | /            |
| N°64   | Staross       | 41     | Admin Ombre Vamper       | Ile Ténébra (pont)                    | Typhon Noir  | Bélier Noir  | Brume Noire  | /            |
| N°65   | Élektek       | 43     | Admin Ombre Artus        | Ile Ténébra (pont)                    | Chute Noire  | Brume Noire  | Blocage Noir | Typhon Noir  |
| N°66   | Hélédelle     | 43     | Admin Ombre Artus        | Ile Ténébra (pont)                    | Bélier Noir  | Ciel Noir    | Chute Noire  | Brume Noire  |
| N°67   | Ronflex       | 43     | Admin Ombre Artus        | Ile Ténébra (pont)                    | Retour Noir  | Percée Noire | /            | /            |
| N°68   | Tartard       | 43     | Admin Ombre Donozor      | Ile Ténébra (pont)                    | Typhon Noir  | Charge Noire | Ciel Noir    | /            |
| N°69   | M. Mime       | 43     | Admin Ombre Donozor      | Ile Ténébra (pont)                    | Typhon Noir  | Percée Noire | /            | /            |
| N°70   | Triopikeur    | 40     | Guerrier Ombre Scott     | Ile Ténébra                           | Ciel Noir    | Percée Noire | Bélier Noir  | /            |
| N°71   | Elecsprint    | 44     | Admin Ombre Eudes        | Ile Ténébra (salle de contrôles)      | Retour Noir  | Brume Noire  | Ciel Noir    | /            |
| N°72   | Drattak       | 50     | Admin Ombre Eudes        | Ile Ténébra (salle de contrôles)      | Charge Noire | Blocage Noir | /            | /            |
| N°73   | Ossatueur     | 44     | Admin Ombre Eudes        | Ile Ténébra (salle de contrôles)      | Retour Noir  | Souffle Noir | /            | /            |
| N°74   | Lokhlass      | 44     | Admin Ombre Eudes        | Ile Ténébra (salle de contrôles)      | Typhon Noir  | Percée Noire | Ciel Noir    | /            |
| N°75   | Lugia (XD001) | 50     | Grand Maitre Malafid     | Ile Ténébra (colisée)                 | Aéro Noir    | Percée Noire | Souffle Noir | Typhon Noir  |
| N°76   | Artikodin     | 50     | Grand Maitre Malafid     | Ile Ténébra (colisée)                 | Froid Noir   | Percée Noire | Ciel Noir    | Charge Noire |
| N°77   | Sulfura       | 50     | Grand Maitre Malafid     | Ile Ténébra (colisée)                 | Ardeur Noire | Percée Noire | Blocage Noir | Charge Noire |
| N°78   | Électhor      | 50     | Grand Maitre Malafid     | Ile Ténébra (colisée)                 | Eclair Noir  | Percée Noire | Ciel Noir    | Charge Noire |
| N°79   | Tauros        | 46     | Grand Maitre Malafid     | Ile Ténébra (colisée)                 | Charge Noire | Blocage Noir | Percée Noire | Rage Noire   |
| N°80   | Rhinoféros    | 46     | Grand Maitre Malafid     | Ile Ténébra (colisée)                 | Retour Noir  | Souffle Noir | Folie Noire  | Blocage Noir |
| N°81   | Noadkoko      | 46     | Grand Maitre Malafid     | Ile Ténébra (colisée)                 | Percée Noire | Blocage Noir | Retour Noir  | /            |
| N°82   | Dracolosse    | 55     | Nomade Bouledisco        | Port Amarée (phare)                   | Charge Noire | Typhon Noir  | /            | /            |
| N°83   | Togepi        | 25     | Volker                   | Station Service                       | Rage Noire   | Percée Noire | /            | /            |